# Wilf Scolding
Wilf Scolding (Cambridge, 25 aprile 1990) è un attore britannico.

## Biografia
Nato a Cambridge, iniziò la sua carriera attoriale partecipando ad un episodio di Skins nel 2009. Acquisì notorietà dopo aver interpretato il ruolo di Rhaegar Targaryen nella serie televisiva della HBO Il Trono di Spade.

## Filmografia

### Cinema
- Bees Make Honey, regia di Jack Eve (2017)
- Animali fantastici - I segreti di Silente (Fantastic Beasts: The Secrets of Dumbledore), regia di David Yates (2022)

### Televisione
- Skins – serie TV, episodio 3x01 (2009)
- I Borgia (Borgia) – serie TV, episodio 3x13 (2014)
- Doctors – serial TV, puntata 15x179 (2014)
- The Passing Bells, regia di Brendan Maher – miniserie TV (2014)
- Six Wives with Lucy Worsley, regia di Russell England – miniserie TV, puntata 3 (2016)
- Il Trono di Spade (Game of Thrones) - serie TV, episodio 7x07 (2017)
- Mrs Wilson, regia di Richard Laxton – miniserie TV, puntata 2 (2018)
- La coppia quasi perfetta (The One) – serie TV, 6 episodi (2021)
- Andor – serie TV, 5 episodi (2022)
- L'amore e la vita - Call the Midwife (Call the Midwife) – serie TV, episodio 12x04 (2023)
- Outlander – serie TV, episodi 7x14-7x15 (2024)

### Cortometraggi
- Put Down, regia di Rick Limentani

## Doppiatori italiani
Nelle versioni in italiano delle opere in cui ha recitato, Wilf Scolding è stato doppiato da:
- Andrea Lopez ne Il Trono di Spade
- Stefano Dori in La coppia quasi perfetta
- Gabriele Vender in Andor

Da doppiatore è stato sostituito da:
- Paolo De Santis in Split Fiction